# Araneilanden
De Araneilanden (Engels: Aran Islands, Iers: Oileáin Árann) zijn drie eilanden in de monding van de Baai van Galway in county Galway in Ierland. De inwoners op de drie eilanden leven van oudsher van de visserij, maar ook zomertoerisme is heden ten dage een belangrijke bron van inkomsten.
De eilanden vallen binnen de Gaeltacht, het gebied waar de omgangstaal het Iers is. De bewoners spreken allen echter ook Engels.

## Geografie

#### Inis Mór
Inis Mór (Engels: Inishmore, het grote eiland) is het grootste eiland, met 762 inwoners (2016). Cill Rónáin (Kilronan) is het grootste dorp op het eiland, en heeft een haven waar de veerboot van het vasteland aanlegt. Op het eiland zijn verschillende forten uit de ijzertijd, waaronder Dún Aonghasa en Dún Dúchathair (Dún is het Ierse woord voor fort). Het eiland heeft een rol gespeeld in de verspreiding van het vroege christendom in Ierland: over het eiland zijn ruïnes te vinden van verschillende kerkjes, waarvan de oudste uit de vijfde eeuw stamt. Inis Mór is populair onder toeristen, die zich verplaatsen door te wandelen, te fietsen of zich rond laten rijden in een taxibusje.

#### Inis Meáin
Inis Meáin (Engels: Inishmaan, het middelste eiland) is niet het kleinste eiland maar heeft wel het geringste aantal inwoners, en is het minst op toeristen georiënteerd.

#### Inis Óirr
Inis Óirr (Engels: Inisheer, het oostereiland) is het kleinste eiland, en heeft een veerdienst met zowel Ros a'Mhíl alsook Doolin.

## Cultuur

### Aran Island Sweater
Een beroemd product van de eilanden is de Aran Sweater, een type gebreide trui dat ook buiten Ierland bekendheid kreeg in de 20e eeuw. De trui is meestal gemaakt van ongekleurde schapenwol, en heeft verticale kabels met vier tot zes verschillende patronen. Meestal is het patroon symmetrisch en hetzelfde aan de voor- en achterkant, en wordt soms ook op de mouwen doorgezet. Hetzelfde type breiwerk wordt ook toegepast in onder andere sokken en mutsen.
Een deel van de populariteit van deze trui is het verhaal dat het hier om een visserstrui gaat. Er wordt verteld dat iedere visser zijn eigen trui had, met patronen die specifiek waren voor hem, en voor zijn familie. Dit was af en toe erg nuttig, omdat men, als er een lichaam was aangespoeld op het strand, alleen aan de trui nog kon zien om wie het ging. Sommige experts zeggen echter dat de trui waarschijnlijk nooit door vissers gebruikt is omdat hij wegens zijn dik- en stijfheid voor het vissersberoep te hinderlijk zou zijn.
Er is ook onenigheid over wanneer de eilandbewoners voor het eerst de truien maakten, en er wordt gezegd dat dit een eeuwenoude traditie is. Voorstanders hiervan wijzen naar een afbeelding in het Book of Kells waarin een Aran Sweater lijkt te zijn afgebeeld. Andere historici hebben een ander idee, en geven aan dat de trui een erg complex breiwerk is, dat waarschijnlijk werd bedacht in de jaren twintig van de 20e eeuw om het eiland een nieuwe bron van inkomsten te geven.

### Currach
Een currach is een soort lichte kano, gemaakt van hout met daarover gespannen huiden (tegenwoordig met canvas). Deze boot is typisch voor het westen van Ierland en is een symbool van de oude levenswijze op de eilanden.

## Transport
De eilanden zijn te bereiken per veerboot en vliegtuig. Vanuit de havens van Rossaveal in county Galway en Doolin in county Clare varen meerdere keren per dag boten naar de drie eilanden. Vanuit Inverin vliegt de maatschappij Aer Arann met kleine vliegtuigen naar de eilanden.

Araneilanden
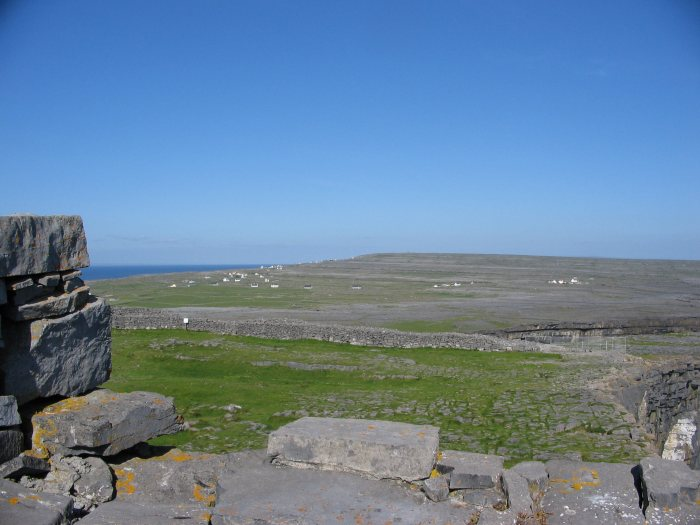
Uitzicht vanaf het fort Dun Aonghasa
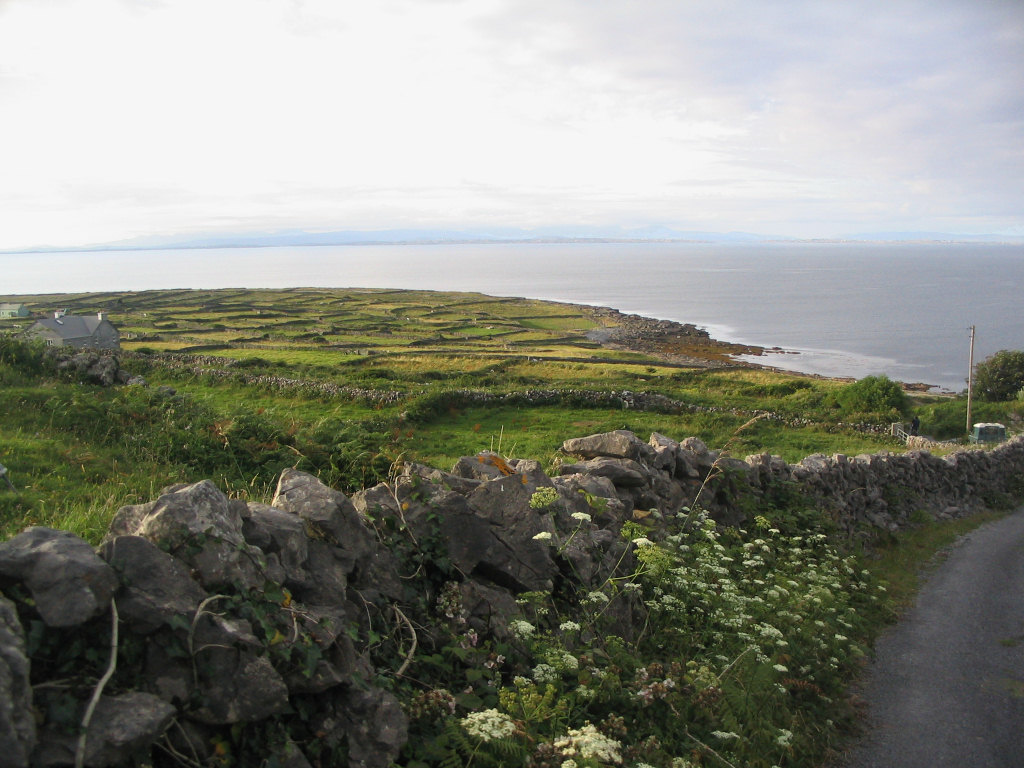
Inishmore
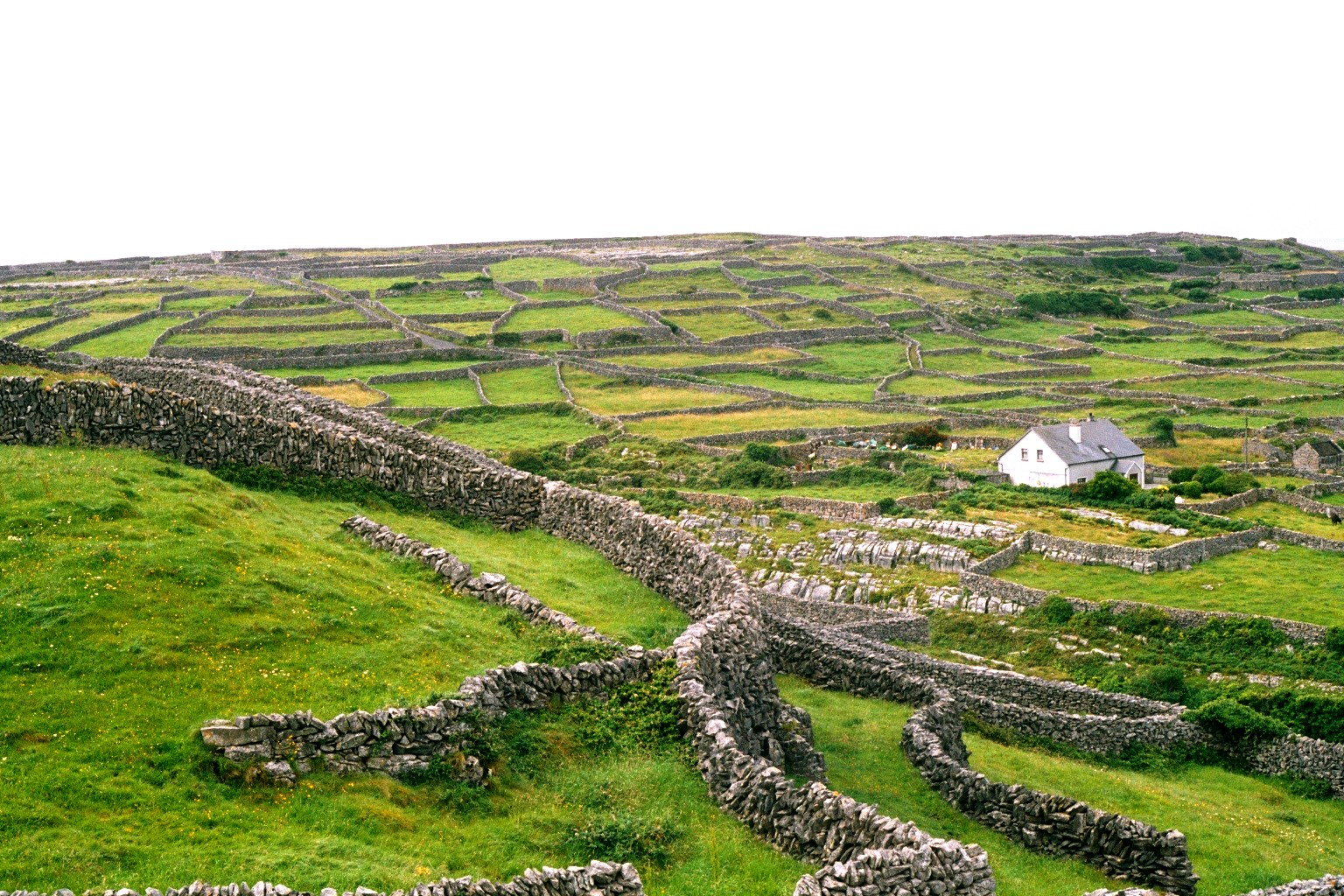
Inisheer
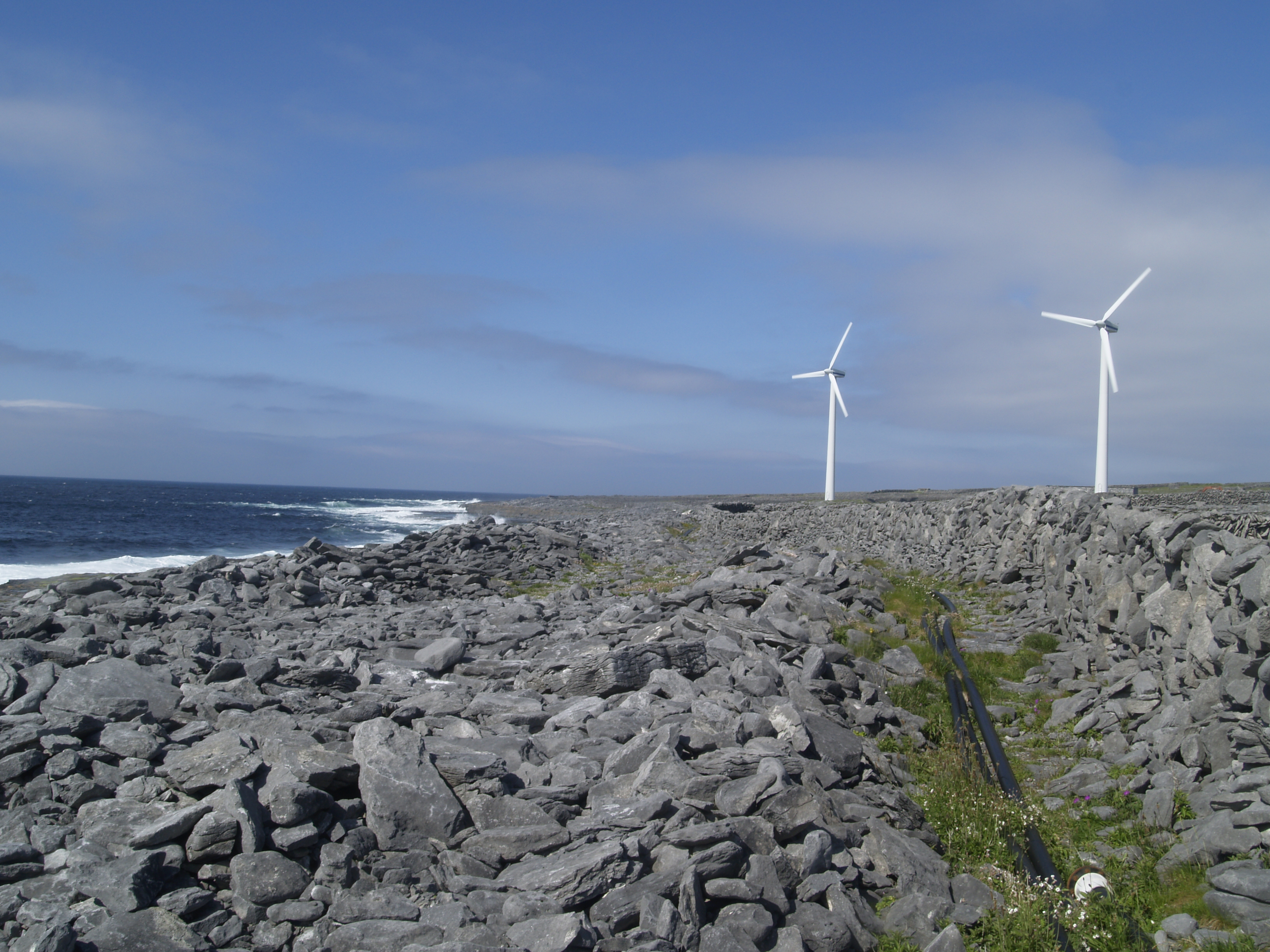
Windmolens op Inis Meain